# ワールドカップ・マルガリータ島
ワールドカップ・マルガリータ島は2010年に新設されたベネズエラの国際柔道大会

## 来歴
2009年よりIJFワールド柔道ツアーの一環として、グランドスラム、グランプリなどに次ぐ位置付けとなったワールドカップのうちの1大会。なお、今大会は世界ランキング対象大会であるが、国際柔道連盟主催ではなく大陸連盟主催の大会であるため、ワールド柔道ツアーには含まれない。

## 優勝者

### 男子
| 年     | 60 kg級          | 66 kg級              | 73 kg級              | 81 kg級                      | 90 kg級            | 100 kg級                 | 100 kg超級           |
| 2010年 | ザビエル・ゲデス | リカルド・バルデラマ | ニコラス・デルポポロ | ナシフ・エリアス             | ヘクター・カンポス | クリスチャン・シュミット | アンソニー・ターナー |
| 2011年 | ザビエル・ゲデス | アロンソ・ウォン     | トマス・アダミエッチ | スルジャン・ムルバリエビッチ | ミラン・ランドル   | アメル・メキッチ         | グジェゴシ・エイテル |

### 女子
| 年     | 48 kg級        | 52 kg級          | 57 kg級                    | 63 kg級                | 70 kg級              | 78 kg級            | 78 kg超級              |
| 2010年 | パウラ・パレト | ヤネト・ベルモイ | ユリスレイディス・ルペティ | ヤリツァ・アベル       | オニックス・コルテス | ケイラ・ハリソン   | イダリス・オルティス   |
| 2011年 | パウラ・パレト | イルス・ヘイレン | マーレン・ハイン           | マリヤナ・ミスコビッチ | ジュリ・アルベアル   | エイミー・コットン | バネッサ・ザンボッティ |

## 外部サイト
- IJF World Cup Isla Margarita